# Зоран Гаїч (футболіст)
Зоран Гаїч (серб. Зоран Гајић/Zoran Gajić, нар. 18 травня 1990, Белград) — сербський футболіст, захисник вірменського клубу «Пюнік».

## Ігрова кар'єра
У дорослому футболі дебютував 2011 року виступами за команду «Вождовац», в якій провів один сезон. Згодом продовжував кар'єру на батьківщині виступами за «Синджелич» та «Борчу».
У лютому 2015 року перебрався до Чехії, приєднавшись на правах оренди до команди «Богеміанс 1905». 2017 року уклав контракт з іншим місцевим клубом «Фастав» (Злін), у складі якого провів наступні два роки своєї кар'єри гравця. Граючи у складі «Фастава» також здебільшого виходив на поле в основному складі команди, допомігши їй виграти Кубок Чехії 2016/17.
Протягом 2019—2021 років провів по сезону в больгарській «Арді» (Кирджалі) та чеській «Збройовці».
Влітку 2021 року приєднався до лав вірменського «Пюніка».

## Титули і досягнення
- Володар Кубка Чехії (1):

«Фастав» (Злін): 2016-2017